# Jay Hardway
Jay Hardway geboren als Jobke Pieter Hendrik Heiblom (Drunen, 27 april 1991) is een Nederlands dj en producer.

## Biografie

### Jeugd
Jay groeide op in Drunen. Op 14-jarige leeftijd begon hij met het produceren van muziek. Hij trad eerst op in kleine cafétjes en later ook op grotere clubs. Hij liet zich toen veel inspireren door de muziek van Tiësto.

### Carrière
Begin 2013 werkte Jay Hardway samen met onder meer Sick Individuals als Someday zijn eerste release wordt. Later dat jaar werkt hij samen met Martin Garrix, met wie hij Error 404 maakt. De samenwerking bevalt de twee erg goed, waardoor ze eind 2013 besluiten om opnieuw met elkaar een nummer te gaan maken. Dit resulteerde in Wizard, wat begin november 2013 door Radio 538 werd verkozen tot Dancesmash. Ook betekende dit de eerste Top 40-notering voor Hardway. Verder werd "Wizard" ook een grote danshit in onder andere België, het Verenigd Koninkrijk, Frankrijk en het Duitse taalgebied. In mei 2014 bracht Hardway zijn eerste solosingle "Bootcamp" op de markt. In september 2015 had dit nummer meer dan 6,8 miljoen weergaves op YouTube. In december 2015 brengt Hardway het nummer Electric Elephants uit, wat resulteerde in zijn tweede Dancesmash bij 538.

## Discografie

### Singles
| Single met eventuele hitnotering(en) in de Nederlandse Top 40 | Datum van verschijnen | Datum van binnenkomst | Hoogste positie | Aantal weken | Opmerkingen       |
| ------------------------------------------------------------- | --------------------- | --------------------- | --------------- | ------------ | ----------------- |
| Registration Code                                             | 2012                  | -                     |                 |              | met Martin Garrix |
| Error 404                                                     | 2013                  | -                     |                 |              | met Martin Garrix |
| Wizard                                                        | 2013                  | -                     |                 |              | met Martin Garrix |
| Bootcamp                                                      | 2014                  | -                     |                 |              |                   |
| Freedom                                                       | 2014                  | -                     |                 |              | met Mike Hawkins  |
| Voodoo                                                        | 2015                  | -                     |                 |              | met DVBBS         |
| Wake Up                                                       | 2015                  | -                     |                 |              |                   |
| Electric Elephants                                            | 2015                  | -                     |                 |              |                   |
| Home                                                          | 2015                  | -                     |                 |              | met Firebeatz     |
| Stardust                                                      | 2016                  | -                     |                 |              |                   |
| El Mariachi                                                   | 2016                  | -                     |                 |              | met Bassjackers   |
| Dinosaur                                                      | 2016                  | -                     |                 |              | met Bassjackers   |
| Somnia                                                        | 2016                  | -                     |                 |              |                   |
| Spotless                                                      | 2016                  | -                     |                 |              | met Martin Garrix |
| Amsterdam                                                     | 2016                  | -                     |                 |              |                   |
| Scio                                                          | 2017                  | -                     |                 |              |                   |
| Golden Pineapple                                              | 2017                  | -                     |                 |              |                   |
| Need It                                                       | 2017                  | -                     |                 |              |                   |
| Wired                                                         | 2017                  | -                     |                 |              | met MOTi          |
| Coffee Please                                                 | 2018                  | -                     |                 |              |                   |
| Jigsaw                                                        | 2018                  | -                     |                 |              | met The Him       |
| Save Me                                                       | 2018                  | -                     |                 |              | met Mesto         |
| Solid                                                         | 2018                  | -                     |                 |              |                   |
| Let Me Yell Hou Something                                     | 2018                  | -                     |                 |              |                   |
| EDM Bubble                                                    | 2018                  | -                     |                 |              | met Mike Cervello |
| Paradigm                                                      | 2018                  | -                     |                 |              |                   |
| Aliens                                                        | 2019                  | -                     |                 |              |                   |
| Exhale                                                        | 2019                  | -                     |                 |              |                   |
| Lost                                                          | 2019                  | -                     |                 |              |                   |
| Vocal Chops                                                   | 2019                  | -                     |                 |              |                   |
| Counting Sheep                                                | 2019                  | -                     |                 |              |                   |

### Remixen
- The Opposites - Hey DJ (2012)
- Flo Rida ft. Sia - Wild Ones (2012)
- Bingo Players - Rattle (2012)
- Someday - You're In My Head (2013)
- Margaret Berger - I Feed You My Love (2013)
- Dr. Papasov - D.I.Z.Z.Y. (2013)
- Lethal Bizzle - The Drop (2014)
- Bingo Players - Mode (2016)
- Sam Feldt & Deepend ft. Teemu - Runaways (2016)